# Brunonia australis
Brunonia australis är en tvåhjärtbladig växtart som beskrevs av James Edward Smith. Brunonia australis ingår som enda art i släktet Brunonia och familjen Goodeniaceae. Inga underarter finns listade i Catalogue of Life.

## Bildgalleri

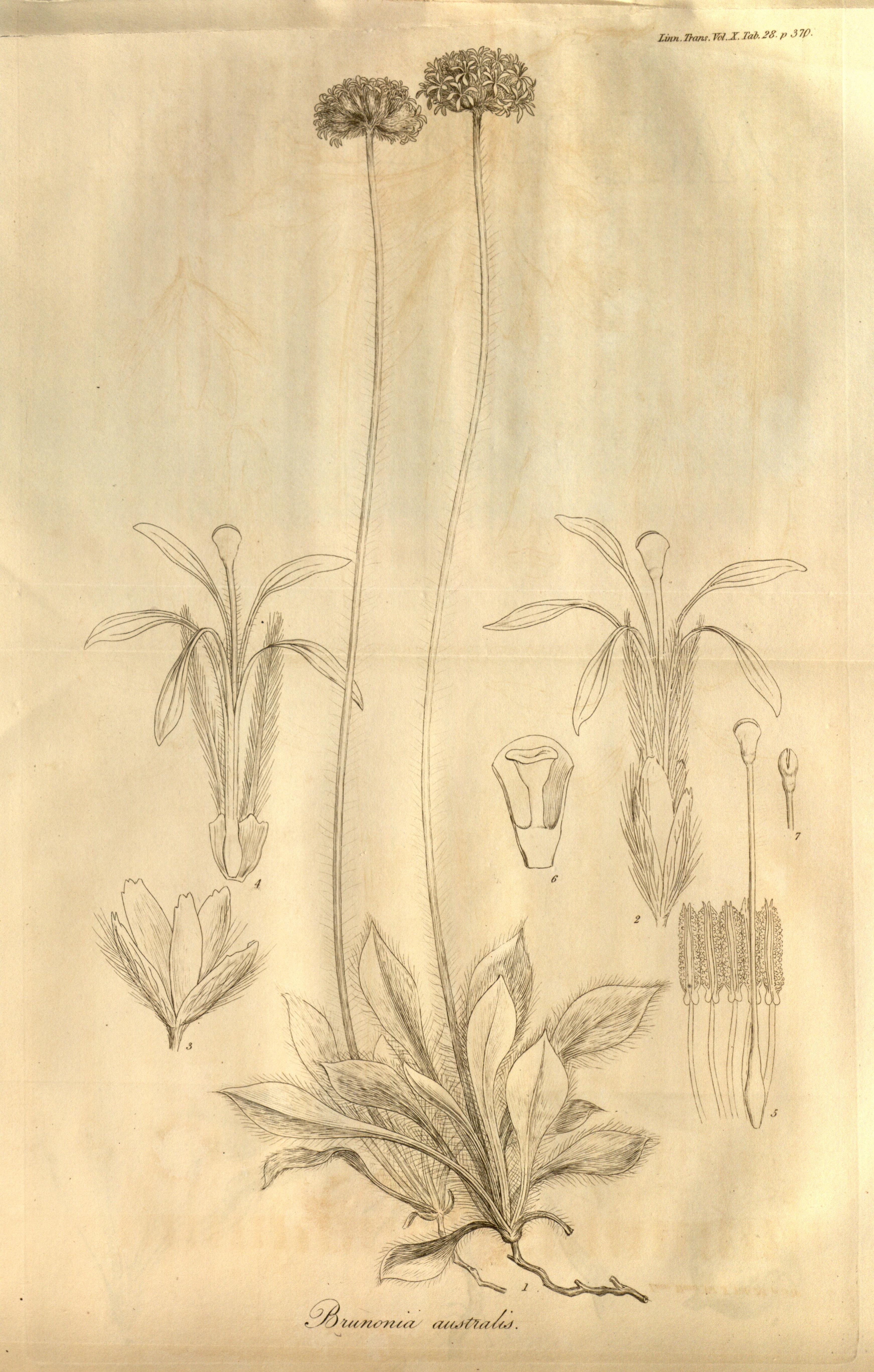
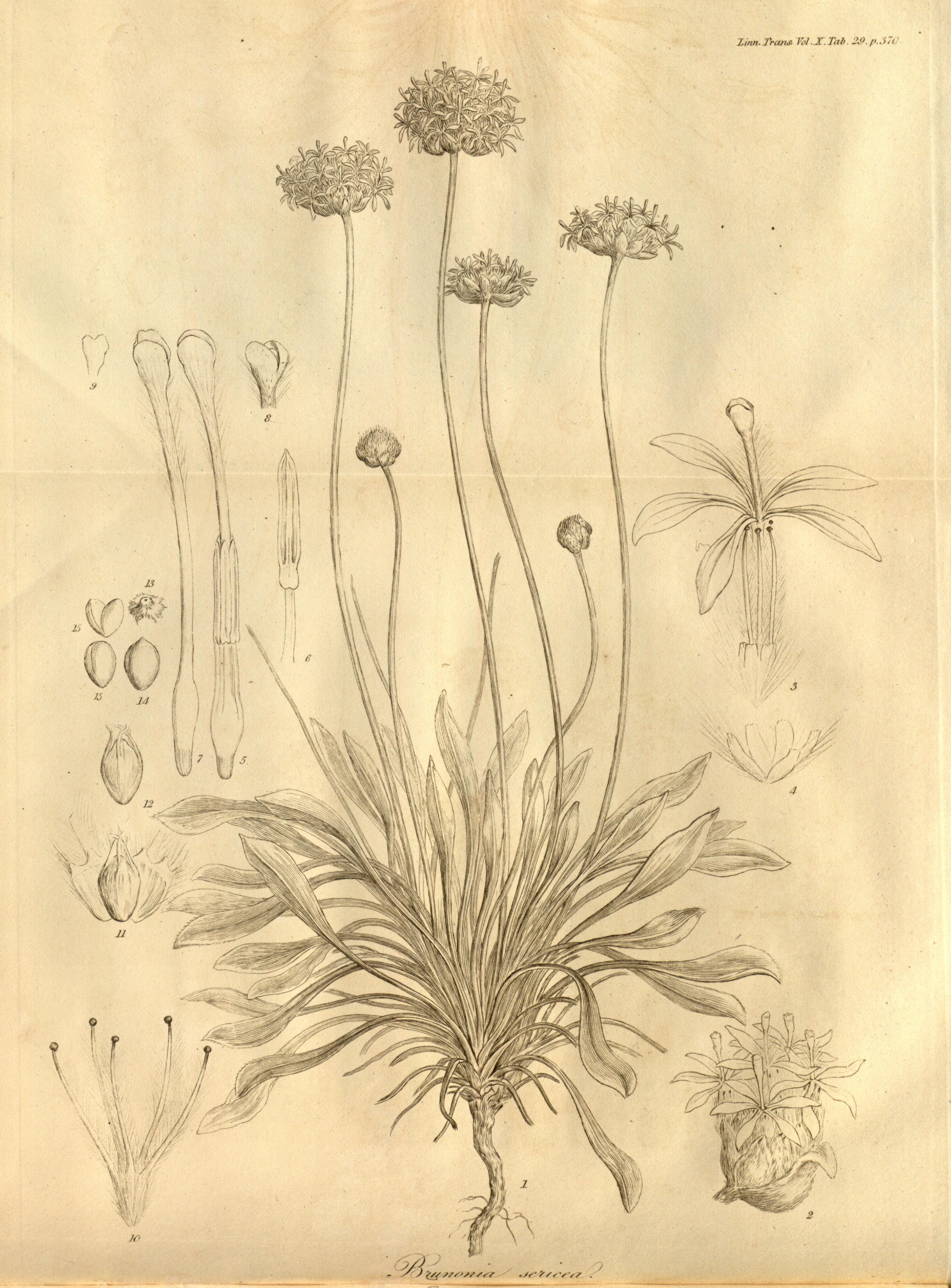
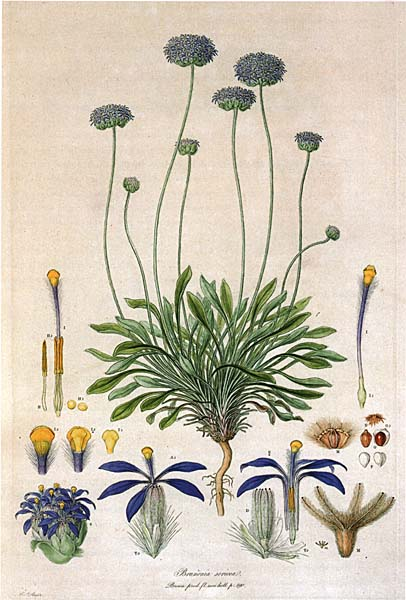
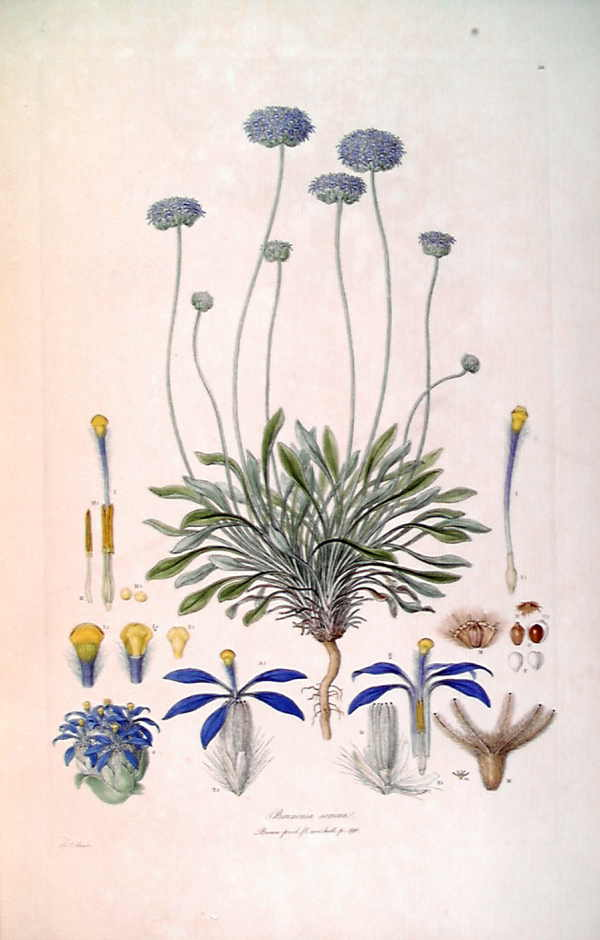
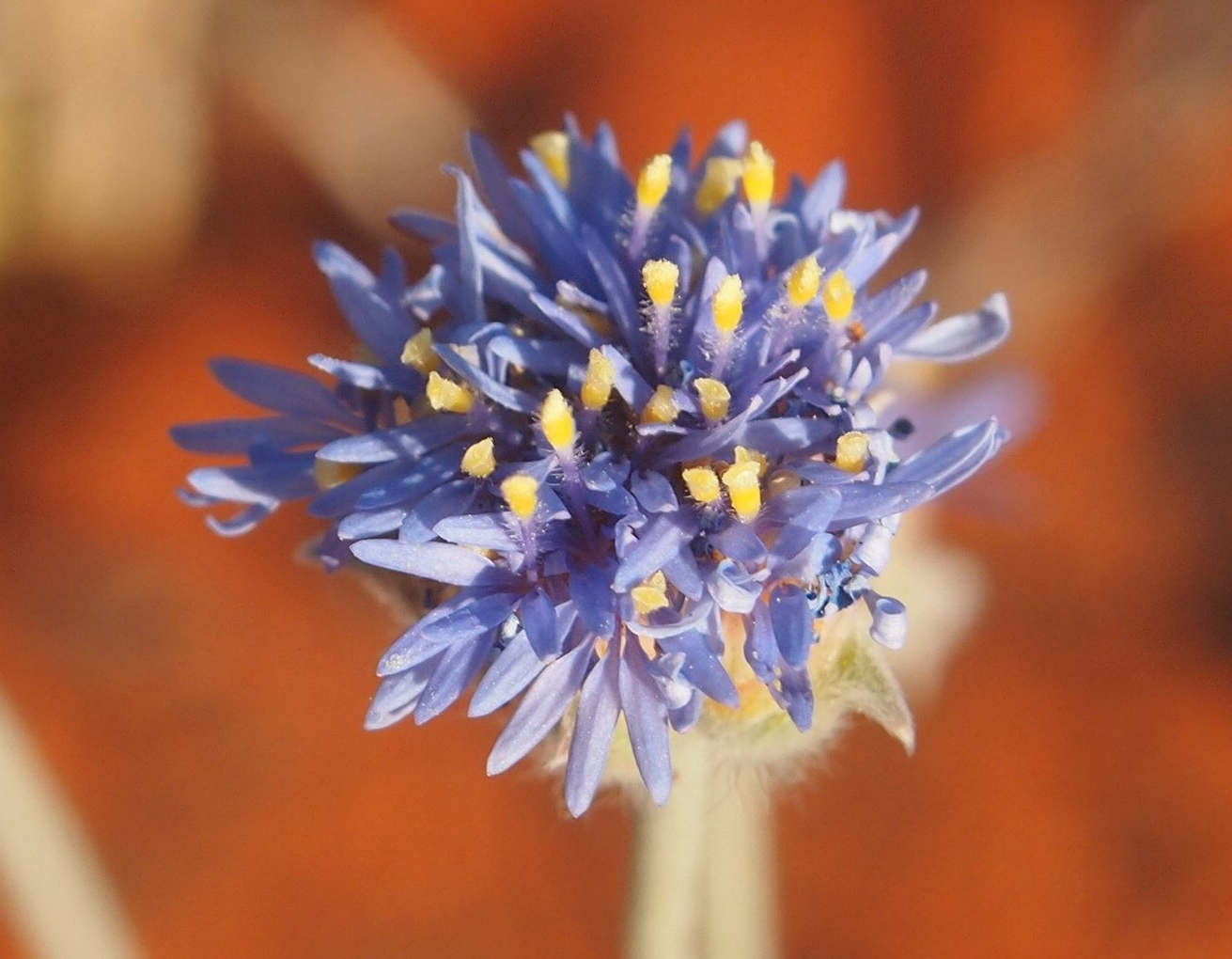
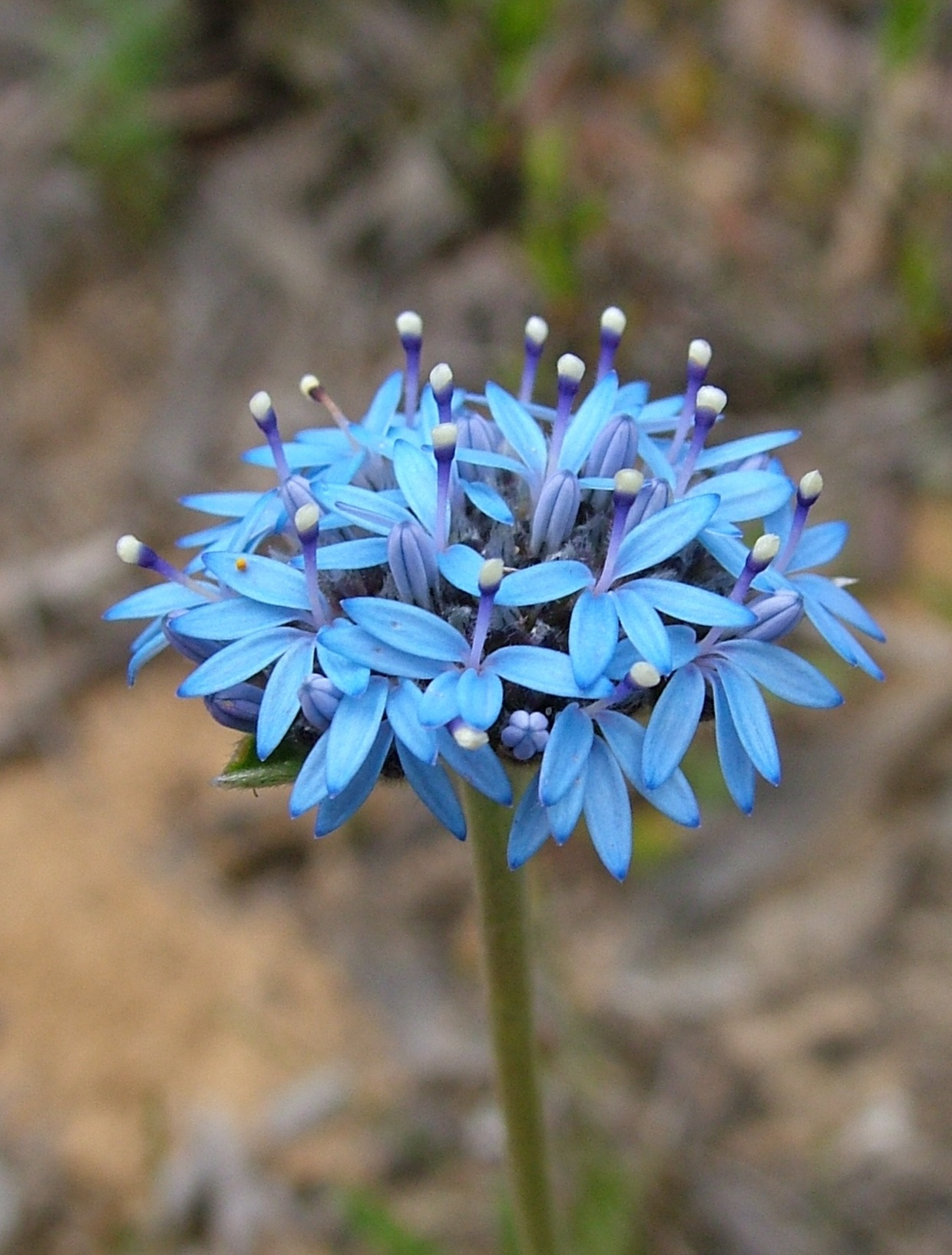